# S

S의 필기체

S, s(ess 에스[*] [ɛs])는 로마 문자의 19번째 문자이다.

## 역사
S는 활을 뜻하는 그림 문자에서 왔다.
| 셈조어 문자 '활' | 페니키아 문자 신 | 그리스 문자 시그마 | 에트루리아 문자 S | 로마 문자 S |
| 셈조어 문자 '활' | 페니키아 문자 신 | 그리스 문자 시그마 | 에트루리아 문자 S | 로마 문자 S |

## 빈도
- 영어에서는 매우 자주 쓰이지는 않는다. (6.327%)
- 프랑스어에서는 2번째로 자주 쓰이며 가장 자주 쓰이는 자음이다. (7.948%)

## 컴퓨터 부호
| 미리 보기      | S                      | S                      | s                    | s                    |
| -------------- | ---------------------- | ---------------------- | -------------------- | -------------------- |
| 유니코드 이름  | LATIN CAPITAL LETTER S | LATIN CAPITAL LETTER S | LATIN SMALL LETTER S | LATIN SMALL LETTER S |
| 인코딩         | 10진                   | 16진                   | 10진                 | 16진                 |
| 유니코드       | 83                     | U+0053                 | 115                  | U+0073               |
| UTF-8          | 83                     | 53                     | 115                  | 73                   |
| 수치 문자 참조 | &#83;                  | &#x53;                 | &#115;               | &#x73;               |
| ASCII          | 83                     | 53                     | 115                  | 73                   |

EBCDIC에서 대문자 S의 코드는 226이고, 소문자 s의 코드는 162이다.

## 쓰임
- s는 국제음성기호에서 무성 치경 마찰음을 나타낸다.
- S는 야구에서 스트라이크의 약어로 쓰인다.
- S는 황을 나타내는 원소 기호이다.

## 관련 글자
- Σ, σ, ς
- С, с(키릴 문자)
- Ш, ш